# Nowe Czarnowo
Nowe Czarnowo [ˈnɔvɛ t͡ʂarˈnɔvɔ] (tiếng Đức: Neu Zarnow) là một ngôi làng thuộc khu hành chính của Gmina Gryfino, thuộc hạt Gryfino, West Pomeranian Voivodeship, ở phía tây bắc Ba Lan, gần biên giới Đức. Nó nằm khoảng 8 kilômét (5 mi) phía nam Gryfino và 27 km (17 mi) phía nam thủ đô khu vực Szczecin.
Ngôi làng có dân số 660. Gần làng, có trạm điện Dolna Odra. Cũng ở gần đó là một rừng cây xoắn, được gọi là Rừng Crooked  (tiếng Ba Lan: Krzywy Las).